# Thalaina inscripta
Thalaina inscripta là một loài bướm đêm trong họ Geometridae.